# Angolees honkbalteam

Vlag van Angola.

Het Angolees honkbalteam is het nationale honkbalteam van Angola. Het team vertegenwoordigt Angola tijdens internationale wedstrijden. Het Angolees honkbalteam hoort bij de Afrikaanse Honkbal & Softbal Associatie (AHSA).